# Старинки (Вілейський район)
Старинки (біл. вёска Сцарінкі) — село в складі Вілейського району Мінської області, Білорусь. Село підпорядковане Ольковицькій сільській раді, розташоване в північній частині області.

## Історія
У 1921–1945 роках село знаходилось у Польщі, у Вільнюськім воєводстві, Вілейського повіту, у гміні Ілля.

## Населення
- 1866 рік — 276 людини, 22 будинків[1]
- 1921 рік — 327 людини, 62 будинків[2].
- 1931 рік — 377 людини, 62 будинків[3].